# Île de la Cité
Île de la Cité je jeden ze dvou zbývajících přírodních ostrovů na francouzské řece Seině (ten druhý je Île Saint-Louis). Nachází se v samém srdci Paříže a byl také nejdříve z celé Paříže osídlen. Stojí zde jedna z prvních gotických staveb, katedrála Notre Dame. Ve středověku zde stál královský palác, jehož nejvýznamnějším pozůstatkem je kaple Sainte-Chapelle.

## Název
Île de la Cité znamená doslova „ostrov Města“ a název Cité stejně jako londýnská City pochází z latinského Civitas,  „obec (občanů), město“ a označuje jádro původního osídlení. Jako název části Paříže se poprvé objevuje za Lothara I. v polovině 10. století, kdy je „čtvrť Cité“ (quartier de la Cité) uvedena jako jedna ze čtyř čtvrtí Paříže.

## Historie

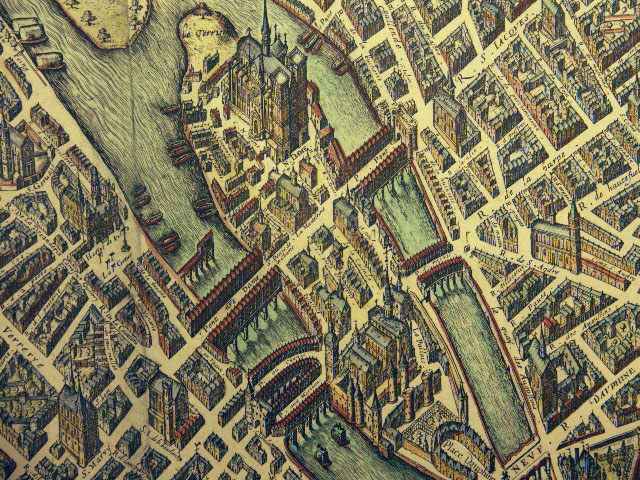
Plán ostrova z roku 1609

Historikové se domnívají, že roku 52 př. n. l., v době Vercingetorixova boje s Juliem Caesarem, žil malý keltský kmen Parisiů na tomto ostrově. V této době ostrov nabízel výhodné místo pro překročení řeky a útočiště v době napadení. Někteří moderní historikové[kdo?] věří, že Parisiové byli usídleni na jiném, dnes zaplaveném ostrově. Po vyhnání Keltů, Říman Labenius založil na ostrově dočasný tábor, ale další římské osídlení vzniklo na zdravějším místě, na levém břehu řeky – římská Lutecie.
Pozdější Římané pod vedením svaté Genevièvy opustili ostrov, když bylo město napadeno barbary. Panovník Chlodvík I. založil Merovejský palác a ostrov se stal hlavním městem merovejské Neustrie. Ostrov zůstal důležitým vojenským a politickým centrem po celý středověk. Eudes používal ostrov jako obrannou pozici k odražení útoků Vikingů roku 885.
Podle některých informací byl na řece Seině ve městě Íle de la Cité upálen templářský velmistr Jacques de Molay (česky Jakub z Molay). Král Filip IV. prý nechal Jacquese upálit proto, že chtěl obhajovat řád templářů, a že se přiznal ke kacířství.

V období starého režimu na ostrově sídlil pařížský parlament.

## Pamětihodnosti na ostrově
- Katedrála Notre Dame – jedno z nejvýznamnějších děl francouzské katedrální gotiky
- Sainte–Chapelle – kaple královského paláce, mistrovské dílo využití opěrného systému a vitrají
- Conciergerie – část královského paláce, původně sídlo palácových správců
- Palais de Justice – justiční palác na místě královského paláce
- Most Pont Neuf – nejstarší stojící pařížský most z přelomu 16. a 17. století
- Crypte archéologique – podzemní archeologické muzeum
- Nemocnice Hôtel-Dieu – nejstarší v Paříži, založená v 7. století
- Mémorial de la Déportation – památník obětí deportace do nacistických táborů
- Kaple svatého Eligia – bývalá kaple patrona cechu zlatníků